# El Higueral
El Higueral es un despoblado español perteneciente al municipio de Castellote, en el Maestrazgo, provincia de Teruel, Aragón.
A finales del siglo XX, vuelve a estar habitado por 2 o 3 personas. La masía la forman cuatro o cinco edificios de una o dos plantas, distribuidos en dos grupos, uno a cada lado del camino. Incluso las casas están en un terreno de fuerte pendiente, al pie de las peñas que albergan la cueva de Cambrils. Debajo de la masía, la tierra de labor está abancalada y se ven almendros, olivos y viñas a lo largo de la ladera.